# Karl Brandt (Heimatforscher)
Karl Brandt (geboren 15. April 1898 in Baukau bei Herne; gestorben 2. Juli 1974 in Bremen) war ein deutscher Heimatforscher, Prähistoriker und Museumsleiter.

## Leben
Karl Brandt besuchte von 1904 bis 1912 die Volksschule und machte anschließend eine Lehre zum Anstreicher. Zwischen 1914 und 1917 war er in verschiedenen Städten des Ruhrgebiets als Malergehilfe tätig. Am 6. Mai 1917 wurde er zum Militärdienst einberufen und nahm mit der Württembergischen Armee am Ersten Weltkrieg teil; er wurde zweimal verwundet und geriet bei Kriegsende während der alliierten Hunderttageoffensive in Kriegsgefangenschaft. Nach seiner Rückkehr im Februar 1919 arbeitete er wieder als Anstreicher. 1926 und 1927 war er Mitglied der KPD.
Seine private Sammlung bildete den Grundstock des späteren Emschertal-Museums, das 1926 gegründet wurde und das er bis 1964 leitete. Dank seiner Tätigkeit wurde die archäologische Abteilung des Museums zu einer der bedeutendsten Sammlungen zur Vor- und Frühgeschichte im Ruhrgebiet.
Brandt führte eine Reihe von Untersuchungen durch und publizierte reichhaltig. Auf dem Hillerberg in Bochum-Hiltrop konnte Brandt das erste und bisher längste Großhaus der Rössener Kultur ausgraben.
Karl Brandt heiratete am 4. Dezember 1920 Anna Weiss aus Groß-Gerau, mit der er einen Sohn bekam, den späteren Archäologen Karl Heinz Brandt (1922–2014).